# Электрический импеданс
Электри́ческий импеда́нс (ко́мплексное электри́ческое сопротивле́ние) (англ. impedance от лат. impedio «препятствовать») — комплексное сопротивление между двумя узлами цепи или двухполюсника для гармонического сигнала.
Понятие и термин ввёл физик и математик О. Хевисайд в 1886 году.

## Аналогия с электрическим сопротивлением проводника на примере резистора
Резистор — пассивный элемент, обладающий исключительно активным сопротивлением. Реактивная составляющая комплексного сопротивления резистора равна нулю, так как соотношение между напряжением на резисторе и током через него не зависит от частоты тока/напряжения, а также из-за того, что резистор является пассивным элементом (поскольку не содержит внутренних источников энергии). Если к его концам приложить некоторое напряжение {\displaystyle U} (подсоединить источник напряжения), то через резистор пойдёт электрический ток {\displaystyle I.} Если через резистор пропустить электрический ток {\displaystyle I} (подсоединить источник тока), то между концами резистора возникнет падение напряжения {\displaystyle U.} Резистор характеризуется электрическим сопротивлением, которое равно отношению напряжения {\displaystyle U,} к току {\displaystyle I} (см. закон Ома для участка цепи):
{\displaystyle R={\frac {U}{I}}.}
Применение понятия «электрическое сопротивление» к реактивным элементам (катушка индуктивности и конденсатор) при постоянном токе приводит к тому, что:
- сопротивление идеальной катушки индуктивности стремится к нулю:

если пропустить через идеальную катушку индуктивности некоторый постоянный ток I, то при любом значении I, падение напряжения на катушке будет нулевым:
{\displaystyle U=0;}
{\displaystyle R={\frac {U}{I}}={\frac {0}{I}}=0;}
- сопротивление идеального конденсатора стремится к бесконечности:

если приложить к конденсатору некоторое постоянное напряжение {\displaystyle U,} то при любом значении {\displaystyle U,} ток через конденсатор будет нулевым:
{\displaystyle I=0;}
{\displaystyle R={\frac {U}{I}}={\frac {U}{0}}=\infty .}
Это справедливо лишь для постоянного тока и напряжения. В случае же приложения к реактивному элементу переменного тока и напряжения, свойства реактивных элементов существенно иные:
- напряжение между выводами катушки индуктивности не равно нулю;
- ток, протекающий через конденсатор, не будет равен нулю.

Такое поведение не может быть описано в терминах активного сопротивления для постоянного тока, поскольку активное сопротивление предполагает постоянное, не зависящее от времени соотношение тока и напряжения, то есть отсутствие фазовых сдвигов между током и напряжением.
Было бы удобно иметь некоторый параметр, аналогичный активному сопротивлению и для реактивных элементов, который бы связывал ток и напряжение на них подобно активному сопротивлению в формуле закона Ома для постоянного тока.
Такую характеристику можно ввести, если рассмотреть свойства реактивных элементов при воздействиях на них гармонических сигналов. В этом случае ток и напряжение оказываются связаны некой константой (подобной в некотором смысле активному сопротивлению), которая и получила название «электрический импеданс» (или просто «импеданс»). При рассмотрении импеданса используется комплексное представление гармонических сигналов, поскольку именно в таком представлении одновременно учитываются и амплитудные, и фазовые характеристики гармонических сигналов и откликов систем на гармоническое воздействие.

## Определение
Импедансом {\displaystyle {\hat {z}}(j\omega )\;} называется отношение комплексной амплитуды напряжения гармонического сигнала, прикладываемого к двухполюснику, к комплексной амплитуде тока, протекающего через двухполюсник в установившемся режиме, то есть после завершения переходных процессов. Для линейных пассивных цепей с постоянными параметрами в установившемся режиме импеданс не зависит от времени. Если время {\displaystyle t} в математическом выражении для импеданса не сокращается, значит, для данного двухполюсника понятие импеданса неприменимо.
| {\displaystyle {\hat {z}}(j\omega )\;={\frac {{\hat {u}}(j\omega ,t)\;}{{\hat {i}}(j\omega ,t)\;}}={\frac {U(\omega )e^{j(\omega t+\phi _{u}(\omega ))}}{I(\omega )e^{j(\omega t+\phi _{i}(\omega ))}}}={\frac {U(\omega )e^{j\phi _{u}(\omega )}}{I(\omega )e^{j\phi _{i}(\omega )}}}={\frac {{\hat {U}}(j\omega )\;}{{\hat {I}}(j\omega )\;}},} | (1) |

где {\displaystyle j} — мнимая единица;
{\displaystyle \omega } — циклическая (круговая) частота;
{\displaystyle U(\omega ),~I(\omega )} — амплитуды напряжения и тока гармонического сигнала на частоте {\displaystyle \omega ;}
{\displaystyle \phi _{u}(\omega ),~\phi _{i}(\omega )} — фазы напряжения и тока гармонического сигнала на частоте {\displaystyle \omega ;}
{\displaystyle {\hat {U}}(j\omega ),~{\hat {I}}(j\omega )\;} — комплексные амплитуды напряжения и тока гармонического сигнала на частоте {\displaystyle \omega .}
Исторически сложилось, что в электротехнике обозначение импеданса, комплексных амплитуд и других комплексных функций частоты записывают как {\displaystyle f(j\omega ),} а не {\displaystyle f(\omega ).} Такое обозначение подчёркивает, что используются комплексные представления гармонических функций вида {\displaystyle e^{j\omega t}.} Кроме того, над символом, обозначающим комплексный сигнал или комплексный импеданс, обычно ставят «домик» или точку: {\displaystyle {\dot {U}}(j\omega )\;} чтобы отличать от соответствующих действительных величин.

## Физический смысл

### Алгебраическая форма
Если рассматривать комплексный импеданс как комплексное число в алгебраической форме, то действительная часть соответствует активному сопротивлению, а мнимая — реактивному. То есть двухполюсник с импедансом {\displaystyle {\hat {z}}(j\omega )\;} можно рассматривать как последовательно соединенные резистор с сопротивлением {\displaystyle \Re ({\hat {z}}(j\omega ))} и чисто реактивный элемент с импедансом {\displaystyle \Im ({\hat {z}}(j\omega )).}
Рассмотрение действительной части полезно при расчёте мощности, выделяемой в двухполюснике, поскольку мощность выделяется только на активном сопротивлении.

### Тригонометрическая форма

Пример графического представление импеданса на комплексной плоскости

Если рассматривать импеданс как комплексное число в тригонометрической форме, то модуль соответствует отношению амплитуд напряжения и тока (сдвиг фаз не учитывается), а аргумент — сдвигу фазы между током и напряжением, то есть на сколько фаза тока отстаёт от фазы напряжения или опережает.

## Ограничения
Понятие импеданса в классической форме применимо, если при приложении к двухполюснику гармонического напряжения, ток, вызванный этим напряжением, также гармонический той же частоты. Для этого необходимо и достаточно, чтобы двухполюсник был линейным и его параметры не менялись со временем и закончились переходные процессы. Если это условие не выполнено, то импеданс не может быть найден по следующей причине: невозможно получить выражение для импеданса, не зависящее от времени {\displaystyle t,} поскольку при вычислении импеданса множитель {\displaystyle e^{j\omega t}} в (1) не сокращается.
- Однако и для линейных двухполюсников (для которых зависимость от времени сокращается) импеданс всё же зависит от частоты (за исключением случая когда двухполюсник сводится к схеме из одних резисторов и импеданс оказывается действительной величиной).

Практически это означает, что импеданс может быть вычислен для любого двухполюсника, состоящего из резисторов, катушек индуктивности и конденсаторов, то есть из линейных пассивных элементов. Также импеданс хорошо применим для активных цепей, линейных в широком диапазоне входных сигналов (например, цепи на основе операционных усилителей). Для цепей, импеданс которых не может быть найден в силу указанного выше ограничения, бывает полезным найти импеданс в малосигнальном приближении — для бесконечно малой амплитуды сигнала для конкретной рабочей точки. Для этого необходимо перейти к эквивалентной схеме и искать импеданс для неё.

## Обобщённый импеданс в s-плоскости и преобразование Лапласа
Импедансы, определённые через комплексную частоту {\displaystyle j\omega ,} позволяют вычислять частотный отклик некоторой линейной цепи, возбуждаемой гармоническим сигналом, причём только в установившемся режиме. Для расчёта отклика цепи на сигнал, произвольно изменяющийся во времени применяется обобщённый импеданс — функции комплексной переменной {\displaystyle s=\sigma +j\omega } и отклик цепи во временно́й области вычисляется через обратное преобразование Лапласа, причём в таких вычислениях возбуждающий сигнал {\displaystyle f_{in}(t)} из временного представления должен быть предварительно преобразован в комплексное представление {\displaystyle F_{t}(s)} через прямое преобразование Лапласа:
{\displaystyle F_{t}(s)=\int _{0}^{\infty }f_{in}(t)e^{-st}\,dt.}
Комплексный отклик системы выражается обычным способом через преобразованное комплексное представление возбуждающего сигнала и комплексную передаточную функцию системы {\displaystyle H(s):}
{\displaystyle F_{t,H}(s)=H(s)\ F_{t}(s).}
| Двухполюсник          | Обобщённый импеданс               |
| --------------------- | --------------------------------- |
| Резистор              | {\displaystyle R\,}               |
| Катушка индуктивности | {\displaystyle sL\,}              |
| Конденсатор           | {\displaystyle {\frac {1}{sC}}\,} |

Комплексная передаточная функция вычисляется обычным методом расчёта электрических цепей, например, по правилам Кирхгофа, в формулы в качестве сопротивлений подставляются обобщённые импедансы. Обобщённые импедансы пассивных двухполюсников приведены в таблице. Например, обобщённый импеданс цепи, состоящей из последовательно включённых резистора и катушки индуктивности будет {\displaystyle R+sL.}
Отклик цепи во временно́й области вычисляется обратным преобразованием Лапласа:
{\displaystyle f_{F,H}(t)={\mathcal {L}}^{-1}[H(s)\ F_{t}(s)]={\frac {1}{2\pi j}}\int \limits _{\sigma _{1}-j\cdot \infty }^{\sigma _{1}+j\cdot \infty }e^{st}H(s)\ F_{t}(s)\,ds,}
где {\displaystyle \sigma _{1}\ } — некоторое вещественное число, выбираемое из условий сходимости интеграла.
Пример вычисления временно́го отклика RC-фильтра нижних частот на ступенчатое возмущение

Пассивный RС-фильтр нижних частот 1-го порядка

Простейший фильтр нижних частот 1-го порядка изображён на рисунке и состоит из последовательно соединённых резистора и конденсатора, образующего делитель напряжения для входного сигнала где выходной сигнал снимается с конденсатора, обобщённый комплексный коэффициент передачи {\displaystyle H_{RC}(s)} такого делителя:
{\displaystyle H_{RC}(s)={\frac {1/sC}{R+1/sC}}={\frac {1}{sRC+1}}={\frac {1}{sT+1}},}
где обозначено {\displaystyle T=RC} — постоянная времени RС-цепи.
Ступенчатый входной сигнал {\displaystyle U_{e}(t)} можно выразить через функцию Хевисайда {\displaystyle h(t):}
{\displaystyle U_{e}(t)=U_{0}\ h(t),}
где {\displaystyle U_{0}} — амплитуда ступеньки.
Преобразование Лапласа входного сигнала:
{\displaystyle F_{in}(s)={\mathcal {L}}[U_{0}\ h(t)]=\int \limits _{0}^{\infty }e^{-st}\,U_{0}\,h(t)\,dt=U_{0}/s.}
Выходной сигнал  {\displaystyle U_{a}(t):}
{\displaystyle U_{a}(t)={\mathcal {L}}^{-1}[H_{RC}(s)\ F_{in}(s)]={\frac {1}{2\pi j}}\int \limits _{\sigma _{1}-j\cdot \infty }^{\sigma _{1}+j\cdot \infty }e^{st}{\frac {1}{sT+1}}\cdot {\frac {U_{0}}{s}}\,ds=U_{0}(1-e^{-t/T}).}
Таким образом, получен отклик цепи при нулевом начальном условии ({\displaystyle U_{C}=0} при {\displaystyle t=0}), такой же, как и при применении другого метода расчёта, например, из решения обыкновенного дифференциального уравнения.
Для практического применения расчёта цепей (и других расчётов) составлены подробные таблицы прямого и обратного преобразования Лапласа многих часто встречающихся при расчётах функций.
Комбинируя преобразование Лапласа с использованием его свойств и интеграл Дюамеля обычно относительно легко найти отклики во временной области самых различных линейных электрических цепей.

## Вычисление импеданса

### Идеальные элементы

#### Резистор
Для резистора импеданс всегда равен его сопротивлению {\displaystyle R} и не зависит от частоты:
| {\displaystyle z_{R}=R.} | (2) |

#### Конденсатор
Ток и напряжение для конденсатора связаны соотношением:
| {\displaystyle i(t)=C{\frac {dU}{dt}}.} | (3) |

Отсюда следует, что при напряжении
| {\displaystyle {\hat {u}}(j\omega ,t)=U(\omega )e^{j(\omega t+\phi _{u}(\omega ))}} | (4) |

ток, текущий через конденсатор, будет равен:
| {\displaystyle {\hat {i}}(j\omega ,t)=C{\frac {d}{dt}}\left(U(\omega )e^{j(\omega t+\phi _{u}(\omega ))}\right)=j\omega CU(\omega )e^{j(\omega t+\phi _{u}(\omega ))}.} | (5) |

После подстановки (4) и (5) в (1) получаем:
| {\displaystyle {\hat {z}}_{C}(j\omega )={\frac {1}{j\omega C}}=-{\frac {j}{\omega C}}.} | (6) |

#### Катушка индуктивности
Аналогичное рассмотрение для катушки индуктивности приводит к результату:
| {\displaystyle {\hat {z}}_{L}(j\omega )\;=j\omega L.} | (7) |

### Общий случай
Для произвольного двухполюсника, состоящего из элементов с известным импедансом, нет необходимости производить приведённые выше вычисления с целью нахождения импеданса. Импеданс находится по обычным правилам расчёта сопротивления сложной цепи, то есть используются формулы для сопротивления при параллельном и последовательном соединении резисторов. При этом все математические операции производятся по правилам действий над комплексными числами. Например, импеданс идеальных последовательно соединённых резистора, конденсатора и катушки индуктивности будет равен:
| {\displaystyle {\hat {Z}}(j\omega )\ =R+{\frac {1}{j\omega C}}+j\omega L=R-{\frac {j}{\omega C}}+j\omega L=R+j\left(-{\frac {1}{\omega C}}+\omega L\right).} | (8) |

## Экспериментальное измерение импеданса
Прямое измерение импеданса требует измерения амплитуд синусоидальных напряжения и тока изучаемого двухполюсника, и одновременного измерения сдвига фазы между ними.
Импеданс также часто измеряют компенсационными методами с помощью мостов переменного тока, подобными мосту Уитстона для постоянного тока, при таких измерениях мост балансируют изменением эталонных реактивного и активного элементов, по величине реактивного и активного сопротивления эталонных элементов, требуемого для балансировки моста, определяется измеряемый импеданс.
В силовых устройствах измерение импеданса может потребовать одновременного измерения и подачи питания на работающее устройство.
Измерение импеданса устройств и линий передач является практической задачей в радиотехнике и других областях.
Измерения импеданса обычно проводятся на одной частоте, но если требуется определить зависимость импеданса от частоты, то измерения проводят на нескольких частотах в нужном диапазоне частот.
Активная и реактивная составляющие импеданса обычно выражают в омах. Однако, для характеризации антенн, линиях передачи, СВЧ электронных устройств обычно более удобно использовать связанные с ним S-параметры, коэффициент стоячей волны или коэффициент отражения.
Сопротивление устройства можно рассчитать путём деления комплексных напряжения и тока. Полное сопротивление устройства рассчитывается путём подачи синусоидального напряжения на устройство последовательно с эталонным резистором и измерения напряжений на резисторе и на самом устройстве. Выполнение этого измерения на нескольких частотах тестирующего сигнала обеспечивает определение фазового сдвига и величины импеданса.
Измерение отклика исследуемой цепи на импульсный тестирующий сигнал можно использовать в сочетании с быстрым преобразованием Фурье для измерения импеданса различных электрических устройств.
LCR-измеритель (индуктивность L, ёмкость C и сопротивление R) или измеритель иммитанса — это устройство, обычно используемое для измерения индуктивности, сопротивления и ёмкости компонента. Из этих значений можно рассчитать полное сопротивление на любой частоте.

## Применение понятия импеданса
Введение импеданса позволяет описывать поведение двухполюсника с реактивными свойствами при воздействии на него гармонического сигнала. Кроме того, в случае негармонического сигнала импеданс применяется столь же успешно. Для этого применяется преобразование Лапласа, либо сигнал раскладывается на спектральные компоненты при помощи ряда Фурье (или преобразования Фурье) и рассматривается воздействие каждой спектральной компоненты. Вследствие линейности двухполюсника сумма откликов на спектральные компоненты равна отклику на исходный негармонический сигнал .